# コントロール (2007年の映画)
『コントロール』（原題：Control）は、2007年に公開されたイギリス、アメリカの合作映画。ジョイ・ディヴィジョンのボーカル、イアン・カーティスの半生を描いた伝記映画。

## 概要
本作はイギリスのロックバンド"ニュー・オーダー"の前身"ジョイ・ディヴィジョン"のボーカルで、23歳で自殺したイアン・カーティスの半生を描いた伝記映画である。写真家アントン・コービンの長編監督デビュー作品で、全編モノクロ仕様。
第60回カンヌ国際映画祭カメラ・ドール（特別表彰）、第61回英国アカデミー賞新人賞を始めとする数々の映画賞を受賞した。

## ストーリー
イングランド北東部のある田舎町。19歳のイアンは恋人デボラと結婚し家庭を築く。イアンは地元の職業安定所で働きながら、バンド活動も精力的に行っていた。1978年、ロンドンで初めてのライブを行うが、イアンは原因不明の発作を起こす。

## キャスト
- サム・ライリー：イアン・カーティス
- サマンサ・モートン：デボラ・カーティス
- アレクサンドラ・マリア・ララ：アニーク・オノレ
- ジョー・アンダーソン：フッキー
- ジェームズ・アンソニー・ピアソン：バーナード・サムナー
- トビー・ケベル：ロブ・グレットン
- クレイグ・パーキンソン：トニー・ウィルソン
- ハリー・トレッダウェイ：スティーヴン・モリスン
- リチャード・ブレマー：ケヴィン（イアンの父）

## スタッフ
- 監督：アントン・コービン
- 製作：アントン・コービン、オライアン・ウィリアムズ、トッド・エッカート
- 製作総指揮：イアン・カニング、コーダ・マーシャル、アキラ・イシイ、リジー・フランク
- 原作：デボラ・カーティス『タッチング・フロム・ア・ディスタンス イアン・カーティスとジョイ・ディヴィジョン』（蒼氷社刊）
- 脚本：マット・グリーンハルシュ
- 撮影：マーティン・ルーエ
- プロダクションデザイン：クリス・ループ
- 衣装デザイン：ジュリアン・デイ
- 編集：アンドリュー・ヒューム
- 音楽監修：イアン・ニール
- スペシャルサンクス：ニュー・オーダー

## サウンドトラック
2007年10月1日、ワーナー・ブラザースから『Control』のタイトルで発売された。日本盤は2008年3月5日、ワーナーミュージック・ジャパンから『コントロール』のタイトルで発売された。
なお音楽監修に協力したニュー・オーダーは、特別にExit、Hypnosis、Get Outのインストゥルメンタル・トラックを収録している。
1. ニュー・オーダー : : Exit
2. ヴェルヴェット・アンダーグラウンド : : What Goes On
3. ザ・キラーズ : : Shadowplay
4. バズコックス : : Boredom（ライヴ）
5. ジョイ・ディヴィジョン : : Dead Souls
6. スーパーシスター : : She Was Naked
7. イギー・ポップ : : Sister Midnight
8. ジョイ・ディヴィジョン : : Love Will Tear Us Apart
9. セックス・ピストルズ : : Problems（ライヴ）
10. ニュー・オーダー : : Hypnosis
11. デヴィッド・ボウイ : : Drive-In Saturday
12. ジョン・クーパー・クラーク（英語版） : : Evidently Chickentown
13. ロキシー・ミュージック : : 2HB
14. ジョイ・ディヴィジョン : : Transmission（キャスト・ヴァージョン）
15. クラフトワーク : : Autobahn
16. ジョイ・ディヴィジョン : : Atmosphere
17. デヴィッド・ボウイ : : Warszawa
18. ニュー・オーダー : : Get Out

## 評価
批評家の反応
映画批評サイトのRotten Tomatoesは、111件のレビューに基づき87%の指示を示し、評価の平均を7.4/10としている。また批評家の総意として「この映画は、白黒映像とサム・ライリーとサマンサ・モートンの驚異的なパフォーマンスによる芸術作品であり、ジョイ・ディビジョンに精通していない人でも、映画の美しさに感謝することができる」としている。
批評家のロジャー・エバートは「この映画の功績は、音楽的な伝記と人生の物語を同時に描いたことだ」とし、4つ星満点中3.5つ星の評価を付けた。
受賞
英国インディペンデント映画賞で最優秀作品に選ばれ、監督のアントン・コービンが最優秀監督賞と監督デビュー賞を受賞した。また、本作で抜擢されるまで倉庫で働いていたという、主人公カーティスを演じたサム・ライリーは最優秀新人賞を獲得し、ジョイ・ディヴィジョンのマネージャーで、ファクトリー・レコーズの共同経営者でもあったロブ・グレットンを演じたトビー・ケベルが助演男優賞を受賞した。